# Lifford
Lifford (Leifear en irlandés) es una ciudad de Irlanda, en la región del Ulster y capital del condado de Donegal. Se encuentra en el valle de Finn al este del condado, donde el río Finn confluye con el río Mourne para crear el río Foyle.
La ciudad creció alrededor de un castillo construido por Manghus Ó Domhnaill, jefe de Tír Chonaill (la mayor parte del actual Donegal), en el siglo XVI. Más tarde fue una guarnición del Ejército Británico hasta que se estableció el Estado Libre Irlandés en 1922. Está unida a Strabane (en el condado de Tyrone, Irlanda del Norte) por el puente de Lifford. El 2008 obtuvo el premio Tidy Towns como competidor en la categoría 'C'.

## Historia
El castillo de Lifford fue construido por Manghus Ó Domhnaill en 1526 el miércoles después del día de Santo Brandan (16 de mayo), a pesar de que entonces los O'Neill's de Tyrone luchaban contra él. En 1543 el castillo de Leithbher fue dado a Cahir (hijo de Donnell Balbh) O'Gallagher por el clan O'Donnell, pero entonces procedió a desterrar a la gente leal a los O'Donnell's.
En 1544 Calvagh, hijo de O'Donnell, se quejó a la justicia inglesa y trajo soldados ingleses a Tirconnell, nombre antiguo del condado de Donegal, para echar a los O'Gallagher’s. Cahir, hijo de Tuathal Balbh y Turlough, hijo de Felim Fin O'Gallagher, quien antes había sido tomado como rehén, fue llevado en el castillo para ver si los O'Gallagher querían rendirse. Estos no se rindieron y los ingleses mataron a Cahill y rindieron el castillo.
En 1611 Lifford se convirtió en posesión de Sir Richard Hansard durante la colonización del Ulster. Una de las condiciones fue que un barco cruzase el río Finn. Este servicio se mantuvo hasta el 1730, cuando se construyó el puente que unía Lifford con Strabane. El puente actual fue construido por la compañía McAlpines en 1964. Durante el conflicto de Irlanda del Norte de 1968 el puente fue volado en un atentado, pero fue reconstruido al poco tiempo.

## Personajes
- Aodh Ruadh Ó Domhnaill, rey (Rí) de Dun na nGall.